# Les Filles du régiment
Pour plus de détails, voir Fiche technique et Distribution.
Les Filles du régiment est un film français réalisé par Claude Bernard-Aubert, sorti en 1978.

## Synopsis
Une jeune recrue d'un régiment féminin est chargée par sa supérieure de convaincre un général d'accepter l'organisation de grandes manœuvres de troupes mixtes.

## Fiche technique
- Titre : Les Filles du régiment
- Autre titre : Le Régiment des filles
- Réalisateur : Claude Bernard-Aubert
- Scénario : Claude Bernard-Aubert
- Photographie : Daniel Lacambre
- Musique : Alain Goraguer
- Son : Lucien Yvonnet
- Montage : Gabriel Rongier
- Décors : Alain Coraboeuf
- Costumes : Cécile Rochmann et Christine Skiera
- Production : Shangrila Productions
- Genre : Comédie
- Format : couleur - son mono
- Pays de production :  France
- Durée : 110 minutes
- Date de sortie :  
  - France : 20 décembre 1978

## Distribution
- Gérard Séty
- Jean-François Poron
- Dora Doll
- Laurence Mercier
- Marie Bunel
- Patricia Karim
- Éric Legrand